# Zilverdikdik
De zilverdikdik (Madoqua piacentinii)  is een zoogdier uit de familie van de holhoornigen (Bovidae). Deze soort is voor het eerst wetenschappelijk beschreven door Ralph Evelyn Drake-Brockman in een publicatie uit 1911.

## Voorkomen
De soort komt voor in Ethiopië en Somalië.